# André Andersen
André Andersen (Mosca, 16 dicembre 1961) è un tastierista e compositore russo, principalmente noto come fondatore della progressive metal band Royal Hunt.

## Biografia
André ha iniziato la sua attività musicale all'età di 16 anni, come musicista itinerante. Nel 1991 ha fondato i Royal Hunt, di cui è attualmente l'unico membro originale, e svolge anche l'attività di produttore discografico.
Ha inoltre all'attivo diversi album da solista.

## Discografia

### Solista

#### Album in studio
- 1998 - Changing Skin
- 2002 - Black on Black
- 2003 - OceanView
- 2006 - Andersen / Laine / Readman - III (Three)

#### EP
- 1998 - 1000 Miles Away
- 1999 - In the Late Hour

### Con i Royal Hunt

#### Album in studio
- 1992 - Land of Broken Hearts
- 1993 - Clown in the Mirror
- 1995 - Moving Target
- 1997 - Paradox
- 1999 - Fear
- 2001 - The Mission
- 2003 - Eyewitness
- 2005 - Paper Blood
- 2008 - Paradox 2 - Collision Course

#### Live
- 1996 - Live - 1996
- 1998 - Closing the Chapter
- 2006 - Live - 2006

#### EP
- 1995 - Far Away (EP)
- 1998 - Message To God (EP)